# جیمز گری (کارگردان)
جیمز گری (انگلیسی: James Gray؛ زادهٔ ۱۴ آوریل ۱۹۶۹) کارگردان و فیلم‌نامه‌نویس اهل ایالات متحده آمریکا است. وی تا کنون چهار بار نامزد نخل طلا، دو بار نامزد شیر طلایی و یک بار برنده شیر نقره‌ای از جشنواره فیلم ونیز شده‌است.

## اوایل زندگی
جیمز گری در تاریخ ۱۴ آوریل ۱۹۶۹ در نیویورک به دنیا آمد. اصالت وی از یهودیان روسیه می‌باشد که پدربزرگ و مادربزرگش از اوستراپول اوکراین مهاجرت کرده‌اند. او در مدرسه هنرهای سینمایی دانشگاه کالیفرنیای جنوبی درس خواند. فیلم دانش‌آموزی او یعنی کابوی‌ها و فرشتگان مورد توجه تهیه‌کننده‌ای به نام پاول وبستر قرار گرفت، وبستر او را برای نوشتن فیلمنامه ای که بتواند تهیه کننده اش باشد، استخدام کرد.

## آثار
| سال  | عنوان         | کارگردان | نویسنده | تهیه‌کننده |
| ---- | ------------- | -------- | ------- | --------- |
| ۱۹۹۴ | اودیسه کوچک   | آری      | آری     | نه        |
| ۲۰۰۰ | محوطه         | آری      | آری     | نه        |
| ۲۰۰۷ | شب مال ماست   | آری      | آری     | نه        |
| ۲۰۰۸ | دو عاشق       | آری      | آری     | آری       |
| ۲۰۱۳ | پیوندهای خونی | نه       | آری     | آری       |
| ۲۰۱۳ | مهاجر         | آری      | آری     | نه        |
| ۲۰۱۶ | شهر گمشده زد  | آری      | آری     | آری       |
| ۲۰۱۹ | به‌سوی ستارگان | آری      | آری     | نه        |

## جوایز
| سال  | فیلم          | جایزه                                                                    | نتیجه    |
| ---- | ------------- | ------------------------------------------------------------------------ | -------- |
| ۱۹۹۴ | اودیسه کوچک   | جایزه شیر طلایی از پنجاه و یکمین جشنواره فیلم ونیز                       | نامزدشده |
| ۱۹۹۴ | اودیسه کوچک   | جایزه شیر نقره‌ای از پنجاه و یکمین جشنواره فیلم ونیز                      | پیروز    |
| ۱۹۹۶ | اودیسه کوچک   | جایزه بهترین فیلمنامه از یازدهمین جشنواره جوایز ایندیپندنت اسپیریت       | نامزدشده |
| ۲۰۰۰ | محوطه         | جایزه نخل طلا از جشنواره فیلم کن ۲۰۰۰                                    | نامزدشده |
| ۲۰۰۷ | شب مال ماست   | جایزه نخل طلا از جشنواره فیلم کن ۲۰۰۷                                    | نامزدشده |
| ۲۰۰۸ | دو عاشق       | جایزه نخل طلا از جشنواره فیلم کن ۲۰۰۸                                    | نامزدشده |
| ۲۰۱۰ | دو عاشق       | جایزه بهترین کارگردانی از بیست و پنجمین جشنواره جوایز ایندیپندنت اسپیریت | نامزدشده |
| ۲۰۱۳ | مهاجر         | جایزه نخل طلا از جشنواره فیلم کن ۲۰۱۳                                    | نامزدشده |
| ۲۰۱۹ | به‌سوی ستارگان | جایزه شیر طلایی از هفتاد و ششمین دوره جشنواره بین‌المللی فیلم ونیز        | نامزدشده |